# Prezzo (Trentino)
Prezzo (im Trentiner Dialekt: Preč, deutsch veraltet: Pretz) ist eine Fraktion der Gemeinde (comune) Pieve di Bono-Prezzo und war bis 2015 eine eigenständige Gemeinde im Trentino in der autonomen Region Trentino-Südtirol.

## Geographie
Prezzo liegt etwa 40,5 Kilometer westsüdwestlich von Trient in den Judikarien auf einer Höhe von 664 m s.l.m. auf der orographischen rechten Talseite des Flusses Chiese. Die Gemeinde gehörte zur Talgemeinschaft Comunità delle Giudicarie. Nachbargemeinden waren Bersone, Castel Condino und Pieve di Bono.

## Geschichte
Am 1. Januar 2016 schlossen sich die Gemeinden Prezzo und Pieve di Bono zur neuen Gemeinde Pieve di Bono-Prezzo zusammen.